# Gabinete (política)
Un gabinete o consejo de ministros es un órgano colegiado gubernamental cuya función principal es dirigir los distintos ministerios o departamentos en los que se organiza la administración pública del poder ejecutivo en un país u organización, así como asesorar al jefe de Gobierno en algunos gobiernos. Todos los países del mundo poseen uno que varían en su designación oficial tal como gabinete legal, consejo de Estado, consejo ejecutivo, comisión ejecutiva, etc.
Es designado, en la mayoría de los sistemas, por el mismo jefe de Gobierno, que tiene denominaciones como «presidente» o «primer ministro», entre otras más según sea la forma de gobierno, aunque, en repúblicas parlamentarias, semipresidencialistas, y monarquías constitucionales, es común que, en mayor o menor medida, sean designados, ratificados o propuestos por el órgano en el que se deposita el poder legislativo (con designaciones varias como congreso, parlamento o asamblea). Además de los existentes en los gobiernos centrales, también pueden existir consejos de ministros u órganos equivalentes en el ámbito de entidades subnacionales dotadas de poder ejecutivo propio.
Quienes son miembros de un gabinete, por excepción del mismo jefe de Gobierno, se les suele llamar «ministros», «secretarios» o «cancilleres» y, dependiendo del sistema, dentro del mismo pueden tener distintos nombres marcando su jerarquía y funciones. 
En el caso de las repúblicas, es usual que el gabinete se considere aparte del mismo jefe de Gobierno y que éste no forma parte formal de él, sino su dirigente. En el caso de las monarquías (especialmente parlamentarias), el mismo jefe de Gobierno suele considerarse parte del gabinete y se trata honoríficamente como el gobierno del monarca en turno. Además, los países que contemplan la figura de un vicejefe de Gobierno (es decir, un segundo al mando de la máxima autoridad gubernamental del país), se considera como el mayor integrante de más rango alto dentro del gabinete.
La función de un gabinete varía: en algunos países, es un órgano colegiado de toma de decisiones con responsabilidad colectiva del gabinete, mientras que en otros puede funcionar como un órgano puramente consultivo o como una institución de asistencia al jefe de Estado o jefe de gobierno encargado de la toma de decisiones. 
En algunos países, especialmente los que utilizan un sistema parlamentario (por ejemplo, el Reino Unido), el gabinete decide colectivamente la dirección del gobierno, especialmente en lo que respecta a la legislación aprobada por el parlamento. En los países con un sistema presidencial, como Estados Unidos, el gabinete no funciona como una influencia legislativa colectiva, sino que su papel principal es el de consejo asesor oficial del jefe de gobierno. De este modo, el Presidente obtiene opiniones y consejos relacionados con las próximas decisiones. 
Jurídicamente, en ambos tipos de sistema, el variante Westminster de un sistema parlamentario y el sistema presidencial, el gabinete "asesora" al jefe de Estado: la diferencia es que, en un sistema parlamentario, el monarca, el virrey o el presidente ceremonial casi siempre seguirán este consejo, mientras que, en un sistema presidencial, un presidente que también es jefe de gobierno y líder político puede apartarse del consejo del gabinete si no está de acuerdo con él. 
En la práctica, en casi todas las democracias parlamentarias que no siguen el sistema de Westminster, y en tres países que sí lo hacen (Japón, Irlanda e Israel), muy a menudo el gabinete no «asesora» al jefe de Estado, ya que sólo desempeña un papel ceremonial. En su lugar, suele ser el jefe de gobierno (normalmente llamado «primer ministro») quien tiene todos los medios de poder en sus manos (por ejemplo, en Alemania, Suecia, etc.) y a quien rinde cuentas el gabinete.
Tanto en los sistemas presidenciales como en los parlamentarios, los funcionarios del gabinete administran los poderes ejecutivos, las agencias gubernamentales o los departamentos. Los gabinetes son también importantes creadores de legislación. Los gabinetes y los ministros suelen encargarse de la preparación de las propuestas legislativas en los ministerios antes de que pasen al parlamento. Así, a menudo la mayor parte de la nueva legislación tiene su origen en el gabinete y sus ministerios.

## Evolución
En los primeros tiempos de los miembros del gobierno civil, a menudo sólo los ministros individuales, especialmente los de alto rango, tenían derecho a hablar directamente con el monarca, mientras que otros tenían que hacer presentaciones a través de la cancillería. Esto viene de la época en que el Gabinete Privado (secreto: la habitación personal del príncipe) era la sala de consulta a la que sólo tenían acceso los Consejeros Privados.  Esta prioridad se relacionaba con aquellos asuntos que el autócrata quería que se trataran de inmediato (asuntos del gabinete), razón por la cual estos ministros también fueron llamados ministros del gabinete. Uno de esos organismos fue el Estado austriaco/Reichsrat desde María Teresa en adelante. En los Estados Unidos de América, por ejemplo, hoy el Gabinete de los Estados Unidos es un círculo presidencial compuesto únicamente por los ministros más importantes, pero también por algunos otros funcionarios no ministeriales destacados (por ejemplo, el jefe de gabinete, el embajador de la ONU). Sin embargo, actualmente es una práctica común que todos los ministros pertenezcan al gabinete.

## Terminología
En la mayoría de los gobiernos, los miembros del gabinete reciben el título de «ministro», y cada uno ocupa un ministerio con diferentes funciones gubernamentales («Ministro de Asuntos Exteriores», «Ministro de Sanidad», etc.). En algunos gobiernos, como en el caso de México, Filipinas, el Reino Unido y EE. UU., también se utiliza el título de «secretario» para algunos miembros del gabinete («Secretario de Educación», o «Secretario de Estado para X» en el Reino Unido o los Países Bajos). En muchos países (por ejemplo, Alemania, España, Luxemburgo, Francia, etc.), un secretario (de Estado) es un miembro del gabinete con un rango inferior al de un ministro. En Finlandia, un secretario de Estado es un funcionario de carrera que está al servicio del ministro. 
Aunque casi todos los países tienen una institución que es reconociblemente un gabinete, el nombre de esta institución varía. En muchos países (como Irlanda, Suecia y Vietnam) el término «gobierno« se refiere al cuerpo de ministros ejecutivos; los órganos más amplios del Estado tienen otro nombre. Otros, como España, Polonia, y Cuba, se refieren a su gabinete como consejo de ministros, o el similar consejo de estado. Algunas zonas germanoparlantes utilizan el término «senado» (como el Senado de Berlín) para su gabinete, en lugar del significado más común de cámara alta legislativa. Sin embargo, muchos países llaman simplemente gabinete a su máximo órgano ejecutivo, como Israel, Estados Unidos, Venezuela y Singapur, entre otros. 
La supranacional Unión Europea utiliza una convención diferente: la Comisión Europea se refiere a su gabinete ejecutivo como «colegio», y a sus altos cargos públicos como «comisarios», mientras que un «gabinete» es el despacho personal de un comisario europeo. También, el gabinete de un comisario es el equipo de asesores del comisario. Los componentes del gabinete son miembros del gabinete del comisario y existe el jefe del gabinete del comisario. De forma similar ocurre en España, pues se utiliza el término gabinete para referirse a los despachos y/u oficinas de los ministros, secretarios de estado u otras autoridades nacionales o regionales.[cita requerida]
El término procede del italiano gabinetto, que tiene su origen en el latín capanna, que se utilizaba en el siglo XVI para designar un armario o habitación pequeña. A partir de ella se originó en el siglo XVII la palabra inglesa cabinet o cabinett, que se utilizaba para designar una habitación pequeña, sobre todo en las casas de la nobleza o la realeza. Por esta época surgió el uso de cabinet asociado a pequeños consejos tanto en Inglaterra como en otros lugares como Francia e Italia. Por ejemplo, Francis Bacon utilizó el término Cabanet Counsell en 1607.

## Funciones
Normalmente, un consejo de ministros se reúne con una regularidad fija (semanalmente, en la mayoría de los casos), siendo sus reuniones realizadas a puerta cerrada. El consejo de ministros también puede reunirse extraordinariamente para discutir asuntos de gran gravedad, cuya resolución tiene un carácter urgente.
En los sistemas en que el jefe de Estado es el titular del poder ejecutivo como en los regímenes presidencialistas y ciertas monarquías, el consejo de ministros tiene normalmente solo funciones consultivas en relación con aquel, el cual puede tomar sus decisiones sobre la base de informaciones o consejos emitidos por otras entidades. En un sistema de este tipo, el jefe de Estado puede optar por ni siquiera reunir el consejo de ministros regularmente y, en su lugar, reunirse individualmente con cada uno de sus ministros. Por estas razones, en los sistemas presidencialistas, el consejo de ministros puede acabar asumiendo una función esencialmente simbólica, reuniéndose solo en casos especiales.
Por el contrario, en los sistemas parlamentarios, el papel del consejo de ministros suele ser mucho más relevante, aunque varía mucho de un país a otro. Así, en algunos países, la naturaleza colegial del consejo de ministros es bastante acentuada, siendo el órgano de donde emana efectivamente la dirección política del Gobierno. En otros países, la posición de primacía (formal o de facto) del jefe de gobierno es más acentuada, asumiendo este personalmente la dirección política del gobierno, haciendo que el consejo de ministros asuma un papel meramente consultivo de ratificación formal de las decisiones del jefe de gobierno.
Los consejos de ministros también se pueden clasificar entre aquellos cuyas decisiones se traducen en actos jurídicos formales (propuestas de ley, resoluciones, nombramientos, etc.) y entre aquellos que asumen solo decisiones políticas de carácter general que, después, se traducen en actos jurídicos llevados a cabo por otras entidades (como los ministros a título individual).

## Elección de los miembros
En los sistemas presidenciales como el de Estados Unidos, los miembros del gabinete son elegidos por el presidente, y también pueden tener que ser confirmados por una o ambas cámaras del poder legislativo (en el caso de Estados Unidos, es el Senado el que confirma a los miembros con una votación por mayoría simple). 
Dependiendo del país, los miembros del gabinete deben, no deben o pueden ser miembros del parlamento. Los siguientes son ejemplos de esta variación:
- En la mayoría de los sistemas presidenciales, los miembros del gabinete no pueden ser legisladores en ejercicio al mismo tiempo. Un legislador al que se le ofrezca un puesto en el gabinete, desee aceptarlo y sea confirmado para el cargo, debe renunciar a su escaño.

- En los países que utilizan el sistema de Westminster, como Reino Unido o Australia, los ministros del gabinete deben ser nombrados de entre los miembros del parlamento.

- En los países con una separación estricta entre los poderes ejecutivo y legislativo (por ejemplo, Luxemburgo, Suecia, Suiza y Bélgica), los miembros del gabinete «no deben» ser simultáneamente miembros del Parlamento; los miembros del gabinete nombrados o designados deben renunciar a su escaño en el Parlamento. En algunos países, el diputado saliente puede ser sustituido por otro diputado del mismo partido que el anterior sin pasar por una elección especial o parcial.

- El caso intermedio es cuando los ministros pueden ser diputados, pero no están obligados a serlo, como en Finlandia y España.

## Denominaciones de gabinetes nacionales
A continuación, se muestra una lista de las denominaciones oficiales de los diversos gabinetes y consejos de ministros de los estados soberanos del mundo. Cabe destacar que, debido al sistema político de los países monárquicos, muchas veces sus jefes de Gobierno vienen incluidos en el mismo y reciben denominaciones como «Gobierno de país», sin embargo, siguen teniendo una estructura equivalente a un gabinete debido a los ministerios que engloba.

### Estados miembros y observadores de la ONU
| - Afganistán: Gabinete de Afganistán - Albania: Consejo de Ministros de la República de Albania - Alemania: Gobierno federal de Alemania - Andorra: Consejo ejecutivo del Principado de Andorra - Angola: Gabinete de la República de Angola - Antigua y Barbuda: Gabinete de Antigua y Barbuda - Arabia Saudita: Consejo de Ministros de Arabia Saudita - Argelia: Gabinete de la República Argelina Democrática y Popular - Argentina: Gabinete de la Nación Argentina - Armenia: Gobierno de la república de Armenia - Austria: Gobierno Federal Austríaco - Azerbaiyán: Gabinete de Azerbaiyán - Bahamas: Consejo de Ministros de Bahamas - Bután: Consejo de Ministros - Cabo Verde: Gabinete de la República de Cabo Verde - Colombia: Gabinete de la República de Colombia - Cuba: Consejo de Ministros de Cuba - Chile: Gabinete Presidencial de Chile - España: Consejo de Ministros - Estados Unidos: Gabinete de los Estados Unidos - Guatemala: Consejo de Ministros de la República de Guatemala | - Libia: Gabinete libio - México: Gabinete legal - Panamá: Consejo de Ministros de Panamá - Perú: Consejo de Ministros del Perú - Sudán: Consejo Soberano de Sudán - Rusia: Gobierno de la Federación de Rusia - Suiza: Consejo Federal (Suiza) - Tonga: Gabinete del Reino de Tonga - Turquía: Gabinete de Turquía - Uruguay: Consejo de Ministros de Uruguay - Reino Unido: Gabinete del Reino Unido de Gran Bretaña e Irlanda del Norte - Ucrania: Consejo de Ministros de Ucrania |

### Estados no reconocidos por la ONU
| - Abjasia - Artsaj - Chipre del Norte - Kosovo: Gobierno de Kosovo - Osetia del Sur | - Sahara Occidental - Somalilandia - Taiwán (República de China): Yuan Ejecutivo - Transnistria |

### Entidadessuigéneris
| - Unión Europea: Colegio de Comisarios de la Unión Europea |